# Socrate (pel·lícula de 1971)
Socrate és un telefilm de 1971 dirigit per Roberto Rossellini. La pel·lícula és una adaptació de diversos diàlegs de Plató com l'Apologia de Sòcrates, Eutífron, Critó i Fedó.

## Argument
Una falsa acusació condueix el filòsof Sòcrates a judici a l'Atenes del segle V aC. Els seus enemics, encapçalats per un jove poeta anomenat Mèlet, l'acusen als tribunals argumentant que el filòsof predica doctrines esbojarrades als joves i no creu en els déus, sinó en dimonis. Sòcrates fa la seva disculpa, és a dir, defensa legal, però els ciutadans es manifesten en la seva contra, de manera que Sòcrates és condemnat a mort i empresonat a l'espera de l'execució. Els seus deixebles estan desesperats i un d'ells, Critó (Ricardo Palacios), intenta ajudar-lo animant-lo a fugir. Sòcrates rebutja aquesta idea, afirmant que ha d'obeir els designis de la ciutat. Sòcrates decideix morir i mor quan es veu obligat a beure la cicuta.

## Producció
Rossellini volia fer una pel·lícula sobre Sòcrates molts anys abans de començar la producció. Bromejava amb que, igual que el filòsof atenès, no aconseguia guanyar diners. El rodatge no va poder tenir lloc a Grècia a causa de la Dictadura dels Coronels (1967-1974), de manera que la pel·lícula es va rodar a Patones, un poble d'Espanya que es va ambientar per a semblar Atenes. La major part del guió és extret directament de les traduccions de François de la Rochefoucauld dels diàlegs de Plató, particularment de l'Apologia. El simbolisme cristià també s'utilitza sovint en aquesta pel·lícula: Sòcrates es refereix als seus seguidors com els seus «deixebles» i tots beuen del mateix calze.